# Enytus
Enytus is een geslacht van insecten uit de orde vliesvleugeligen (Hymenoptera) en de familie Ichneumonidae.

## Soorten
- E. albipes (Provancher, 1888)
- E. alticola (Cushman, 1922)
- E. apostata (Gravenhorst, 1829)
- E. apostatus (Gravenhorst, 1829)
- E. appositor (Aubert, 1970)
- E. arabicus (Horstmann, 1981)
- E. crataegellae (Thomson, 1887)
- E. ericeti (Horstmann, 1980)
- E. eureka (Ashmead, 1890)
- E. homonymator (Aubert, 1960)
- E. huet Rousse & Villemant, 2012
- E. madeirae (Horstmann, 1980)
- E. montanus (Ashmead, 1890)
- E. neoapostata (Horstmann, 1969)
- E. nitidiventris (Horstmann, 1980)
- E. obliteratus (Cresson, 1864)
- E. oculus (Viereck, 1925)
- E. parvicanda (Thomson, 1887)
- E. rufoapicalis Horstmann, 2004
- E. styriacus (Horstmann, 1980)